# UTC-9
UTC-9 è un fuso orario, in ritardo di 9 ore sull'UTC.

## Zone
È utilizzato nei seguenti territori:
- Stati Uniti :
  - Alaska (quasi tutto lo Stato, eccetto le Isole Aleutine a ovest di 169° 30' W e l'isola San Lorenzo).
- Polinesia francese:
  - Isole Gambier

L'atollo di Johnston è un isolotto disabitato nell'Oceano Pacifico parte delle Isole minori esterne degli Stati Uniti, per questo il fuso orario è utilizzato dalle squadre scientifiche o militari che vi risiedono saltuariamente.

## Geografia
UTC-9 corrisponde a una zona di longitudine compresa tra 127,5 ° E e 142,5 ° E e l'ora utilizzata corrispondeva all'ora solare media del 135º meridiano ovest. La maggior parte dell'Alaska si trova ad ovest di questa zona, ma l'ora solare media di Juneau, la capitale, è vicina a UTC-9. Al contrario, quella di Anchorage, la città principale, è molto vicina a UTC-10. UTC-9 è in ogni caso il primo fuso orario a est della linea di cambiamento di data che interessi una massa continentale significativa.
Una parte significativa dell'ovest del Canada si trova ugualmente in teoria in questa zona (Yukon, ovest dei Territori del Nord-Ovest e della Columbia Britannica) ma utilizza UTC-8.
Negli Stati Uniti, il fuso orario è chiamato Alaska Standard Time (AST).

## Ora legale
L'Alaska adotta l'ora legale, passando a UTC-8. Le isole Gambier, come il resto della Polinesia francese, non la osservano.
Reciprocamente, le isole Aleutine e l'isola San Lorenzo, che osservano l'ora legale, si ritrovano a UTC-9.